# Maria Englund
Maria Englund, född Hansson den 26 juli 1870 i Hammarlunda socken, död den 19 juli 1956 i Falun, var en svensk författare.
Englund var född i Skåne. Hennes populärt hållna folklivsskildringar är verklighetstrogna och ger ett tvärsnitt av det gamla skånska bylivet.  